# كوروت-9b
كوروت 9 بي (بالإنجليزية: COROT-9b)‏ الذي يرمز له بالرمز CoRoT-9b، هو كوكب خارج المجموعة الشمسية، في كوكبة الحية.

## الاكتشاف
اكتشف في 17 مارس 2010، وكانت طريقة الاكتشاف طريقة العبور.